# Fanny Hensel
Fanny Hensel, född Mendelssohn, den 14 november 1805 i Hamburg, död den 14 maj 1847 i Berlin, var en tysk pianist och musiker. Hensel komponerade över 460 verk. Hon var gift med den preussiske hovmålaren Wilhelm Hensel. 

## Biografi
Fanny Hensel var syster till Felix Mendelssohn-Bartholdy och föddes i en liberal och kulturellt intresserad judisk familj i Hamburg. Hon var äldst av fyra barn. Fadern uppmuntrade hennes pianospel och musikskapande, men motsatte sig offentliga framträdanden. Därför uppträdde hon endast i en privat salong i Berlin, där hon spelade egna kompositioner såväl som exempelvis Bach och Händel. Bara ett drygt tjugotal av hennes verk publicerades.
På båda föräldrars sidor är hon släkt med framträdande judiska familjer: hennes föräldrar var Abraham Mendelssohn, son till filosofen Moses Mendelssohn och den som senare ändrade familjenamnet till Mendelssohn-Bartholdy, och Lea, född Salomon, som var barnbarn till entreprenören Daniel Itzig. Hon uppfostrades dock aldrig judiskt och praktiserade aldrig judendom, även om det har framförts att hon "behöll kulturella värderingar av liberal judendom".
Hon fick sin första pianolektion från sin mamma, som hade blivit upplärd enligt Berliner-Bach-traditionen av Johann Kirnberg, som i sin tur hade varit elev till Johann Sebastian Bach. Vid 13 års ålder kunde Fanny redan spela alla 24 preludier från Bachs Das Wohltemperirte Clavier utantill. Hon studerade ett kort tag för pianisten Marie Bigot i Paris och slutligen för Ludwig Berger. 1820 anslöt sig Fanny, tillsammans med brodern Felix, till Sing-Akademie zu Berlin, vilken leddes av Carl Friedrich Zelter. I ett brev till Johann Wolfgang von Goethe 1816 beskrev Zelter Fanny som någon som verkligen kan Sebastian Bach. I ett brev till Goethe 1831 beskrev Zelter Fannys skicklighet som pianst med det högsta betyget för en kvinna för tiden: "hon spelar som en man". Både Fanny och Felix fick lära sig komposition av Zelter med start år 1819.
Fanny visade oerhörd musikalisk förmåga som barn och börja att komponera musik. Besökare hos familjen Mendelsson under tidigt 1820-tal, inklusive Ignaz Moscheles och George Smart, var båda lika imponerade av båda syskonen. Hon kan också ha blivit influerad av sina äldre släktingar Fanny von Arnstein och Sarah Levy, som båda älskade musik och på olika sätt var involverade i musiklivet.
Fanny hindrades dock av den rådande attityden mot kvinnor, en attityd som delades av hennes pappa som var mer tolerant än uppmuntrande till hennes komponerande. Hennes pappa skrev till henne 1820 att "musik kanske kan bli hans [Felix] profession, men för dig kan och måste det bara vara ett nöje." Även om Felix privat ska ha uppskattat henne som både kompositör och pianist, var han också försiktig med att publicera hennes verk under hennes eget namn.
Syskonen delade en stor passion för musik. Felix såg till att några av Fannys sånger blev publicerade men under hans namn, tre delar i hans Op. 8 och tre delar i Op. 9. 1842 blev det pinsamt när drottning Victoria, som tog emot Felix på Buckingham Palace, uttryckte sin intention om att sjunga sin favoritsång av Felix för honom, "Italien" (med text av Franz Grillparzer). Felix fick erkänna att den var skriven av Fanny.
I sin tur hjälpte Fanny Felix med konstruktiv kritik på hans verk och projekt, vars anteckningar han alltid tog i beaktande. Deras brevväxling från 1840-41 avslöjar att de båda skrev grunden till en opera på temat Nibelungenlied. Fanny skrev: "Jakten med Siegfrieds död ger en fantastisk avslutning på den andra akten."
Efter att ha blivit uppvaktad i flera år, gifte sig Fanny 1829 med målaren Wilhelm Hensel och året efter fick hon sitt enda barn, Sebastian Ludwig Felix Hensel. Hennes man var positiv till hennes komponerande. 
Senare spelades hennes verk ofta samtidigt som hennes brors i föräldrahemmet på söndagar, ursprungligen på hennes faders initiativ och, efter hans död 1831, fortsatte hon själv med söndagskonserterna. Hennes offentliga debut som pianist (och det enda kända offentlig framträdandet) skedde 1838, när hon framförde sin brors första pianokonsert. 1846 publicerade hon på eget bevåg en samling av sina verk (känt som hennes Op. 1).
Fanny Hensel dog i Berlin 1847 efter komplikationer från en stroke som hon ådrog sig vid en repetition av en av Felix oratorier, Die erste Walpurgisnacht. Felix dog själv sex månader senare av samma orsak men inte förrän han hade avslutat sin stråkkvartett nr 6 i f-moll, som han skrev till sin systers minne.
Sonen Sebastian Hensel (1830–1898) skrev Die familie Mendelssohn 1729–1847 (1879, 15:e upplagan 1911).

## Övrigt
Asteroiden 9331 Fannyhensel är uppkallad efter henne.

## Verk (urval)

### Med opustal
- Sechs Lieder für eine Singstimme mit Begleitung des Pianoforte, op. 1
- Vier Lieder für das Pianoforte, vol. 1, op. 2
- Gartenlieder. Sechs Gesänge für Sopran, Alt, Tenor und Baß, op. 3
- Six Mélodies pour le Piano, vol. 1, op. 4
- Six Mélodies pour le Piano, vol. 2, op. 5
- Vier Lieder für das Pianoforte, vol. 2, op. 6
- Vier Lieder für das Pianoforte, op. 8
- Sechs Lieder mit Begleitung des Pianoforte, op. 9
- Fünf Lieder mit Begleitung des Pianoforte, op. 10
- Trio für Pianoforte, Violine und Violoncello, op. 11